# Jay Roach

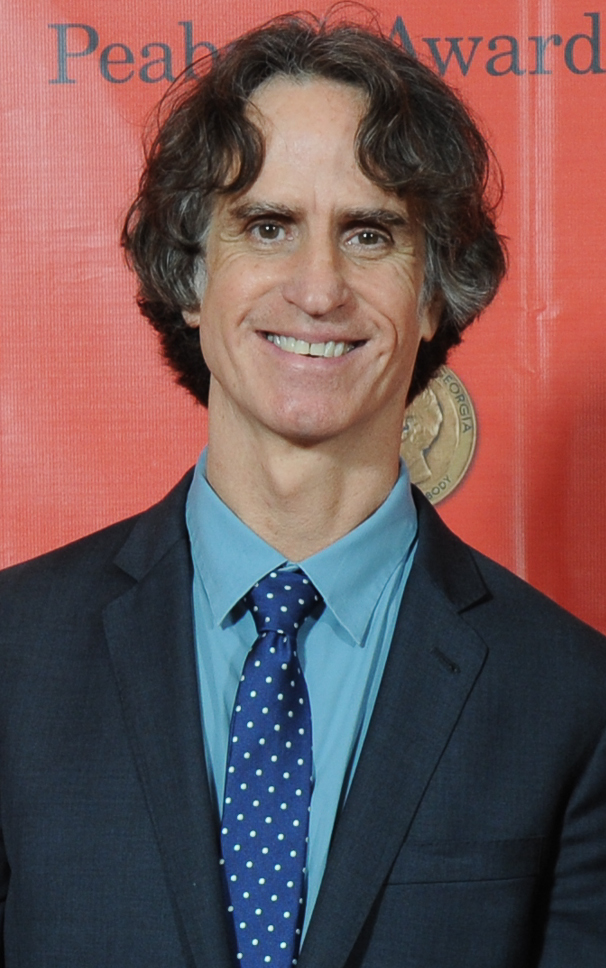
Jay Roach (2013)

Jay Roach (* 14. Juni 1957 in Albuquerque, New Mexico) ist ein US-amerikanischer Filmregisseur, Kameramann, Drehbuchautor und Filmproduzent.

## Leben
Roach studierte an der Stanford University. Seinen Abschluss in Filmproduktion machte er jedoch später an der University of Southern California. Seinen ersten kleinen Erfolg konnte er mit seinem Kurzfilm „Asleep at the Wheel“ verbuchen, der noch während seines Studiums für einen Studentenpreis vorgeschlagen wurde.
Große Bekanntheit erlangte er 1997 mit der Filmkomödie Austin Powers – Das Schärfste, was Ihre Majestät zu bieten hat, deren beiden Fortsetzungen (1999 und 2002) er auch inszenierte. Roach drehte auch andere Komödien, bevor er 2008 mit Recount sein erstes Filmdrama veröffentlichte. Große Resonanz erfuhr sein Politikdrama Game Change – Der Sarah-Palin-Effekt aus dem Jahr 2012. Nach einer Komödie im gleichen Jahr folgte 2015 die Filmbiografie Trumbo, die erneut ein Erfolg bei Kritikern wurde. Auch Bombshell (2019) basiert auf realen Ereignissen. Seit den 1990er Jahren ist er auch als Produzent aktiv und ist als solcher auch häufig an seinen eigenen Inszenierungen beteiligt.
Viermal wurde er mit einem Emmy ausgezeichnet, 2009 und 2013 gewann er auch jeweils den DGA Award der Directors Guild of America.
Seit 1993 ist Roach mit der Sängerin Susanna Hoffs, Mitglied der Bangles, verheiratet. Gemeinsam haben sie zwei Söhne (* 1995, 1998).

## Filmografie (Auswahl)

### Als Regisseur
- 1997: Austin Powers – Das Schärfste, was Ihre Majestät zu bieten hat (Austin Powers: International Man of Mystery)
- 1999: Austin Powers – Spion in geheimer Missionarsstellung (Austin Powers: The Spy Who Shagged Me)
- 1999: Mystery – New York: Ein Spiel um die Ehre (Mystery, Alaska)
- 2000: Meine Braut, ihr Vater und ich (Meet the Parents)
- 2002: Austin Powers in Goldständer (Austin Powers in Goldmember)
- 2004: Meine Frau, ihre Schwiegereltern und ich (Meet the Fockers)
- 2008: Recount
- 2010: Dinner für Spinner (Dinner for Schmucks)
- 2012: Game Change – Der Sarah-Palin-Effekt (Game Change, Fernsehfilm)
- 2012: Die Qual der Wahl (The Campaign)
- 2015: Trumbo
- 2016: Der lange Weg (All the Way, Fernsehfilm)
- 2019: Bombshell – Das Ende des Schweigens (Bombshell)

### Als Produzent
- 1994: Explosiv – Blown Away (Produzent und Drehbuch, Blown Away)
- 2000: Meine Braut, ihr Vater und ich
- 2004: Meine Frau, ihre Schwiegereltern und ich
- 2004: 50 erste Dates (50 First Dates)
- 2005: Per Anhalter durch die Galaxis (The Hitchhiker’s Guide to the Galaxy)
- 2006: Borat – Kulturelle Lernung von Amerika, um Benefiz für glorreiche Nation von Kasachstan zu machen
- 2009: Brüno
- 2012: Die Qual der Wahl (The Campaign)
- 2015: Sisters
- 2015: Trumbo
- 2017: The Secret Man (Mark Felt: The Man Who Brought Down the White House)
- 2019: Bombshell – Das Ende des Schweigens (Bombshell)

### Als Darsteller
- 2019: Barry (Fernsehserie, Episode 2x7)